# Edelberg (Tauberbischofsheim)
Der Edelberg ist ein 329 m ü. NHN hoher Berg bei Tauberbischofsheim im Main-Tauber-Kreis in Baden-Württemberg sowie der Name eines Walddistriktes und einer Einzellage an der sonnenexponierten Hangseite, die vom Städtischen Weingut Edelberg bewirtschaftet wird.

## Geographie
Der Edelberg ist ein nach Südwesten zum Taubertal hin auslaufender Hochebenensporn zwischen den Tälern der zwei sich vor dem Sporn vereinigenden Oberläufe des Baches Edelberghohle, der bald danach in Tauberbischofsheim von rechts in die Tauber mündet. Auf dem Spornplateau steht im Distrikt Edelberg Wald. Am westlichen Abhang liegt das Gewann Innerer Edelberg, das teilweise ebenfalls bewaldet ist, teilweise von kleinflächigen Wiesen bedeckt ist, die teils sehr dicht mit Laubbäumen durchsetzt sind und zwischen denen einige für diese Region typische Steinriegel den Berghang herablaufen. Der südliche und südsüdöstliche Hang im Gewann Äußerer Edelberg mit einer Neigung von 10 bis 40 Prozent wird von Weinbergen der Einzellage Edelberg auf Muschelkalkboden eingenommen.

## Geschichte
Bereits im Jahre 1841 war der Berg in der Topographische Karte über das Großherzogtum Baden auf „Blatt 5 Bischofsheim“ (heute Tauberbischofsheim) als Edelberg verzeichnet. Weitere Erwähnungen als Edelberg folgten auf Messtischblättern von 1882 und 1932. Auf einem Gemarkungsübersichtsplan von Tauberbischofsheim aus dem Jahre 1932 sind die Gewanne Innerer Edelberg und Äußerer Edelberg verzeichnet.
Im Jahre 1934 wurde die Weinbau-Einzellage Edelberg von der Stadt Tauberbischofsheim als Rebgut reaktiviert. Im Jahre 1987 wurde ein Weinlehrpfad Edelberg eingerichtet.

## Weingut und Naherholung

### Städtisches Weingut Edelberg
Die insgesamt 8,5 Hektar großen Flächen des städtischen Weingutes Edelberg liegen im Gewann Äußerer Edelberg. Auf ihren Muschelkalkböden werden neun Rebsorten kultiviert, Müller-Thurgau, Weißburgunder, Silvaner, Riesling, Kerner, Scheurebe, Zweigelt, Schwarzriesling und Dornfelder.

### Weinlehrpfad Edelberg
Infotafeln an den zehn Stationen eines Lehrpfades im städtischen Weingut vermittelt dem interessierten Besucher Wissenswertes zu Rebsorten, Pflege, Weinlese, zu Pflanzen und Tieren im Weinberg sowie zur biologischen Schädlingsbekämpfung.

### Weinbergsofas
2019 wurden im städtischen Rebgut Edelberg zwei großflächige „Weinbergsofas“ aus Holz errichtet, auf denen Wanderer rasten und auf die umliegende Landschaft Ausschau halten können.

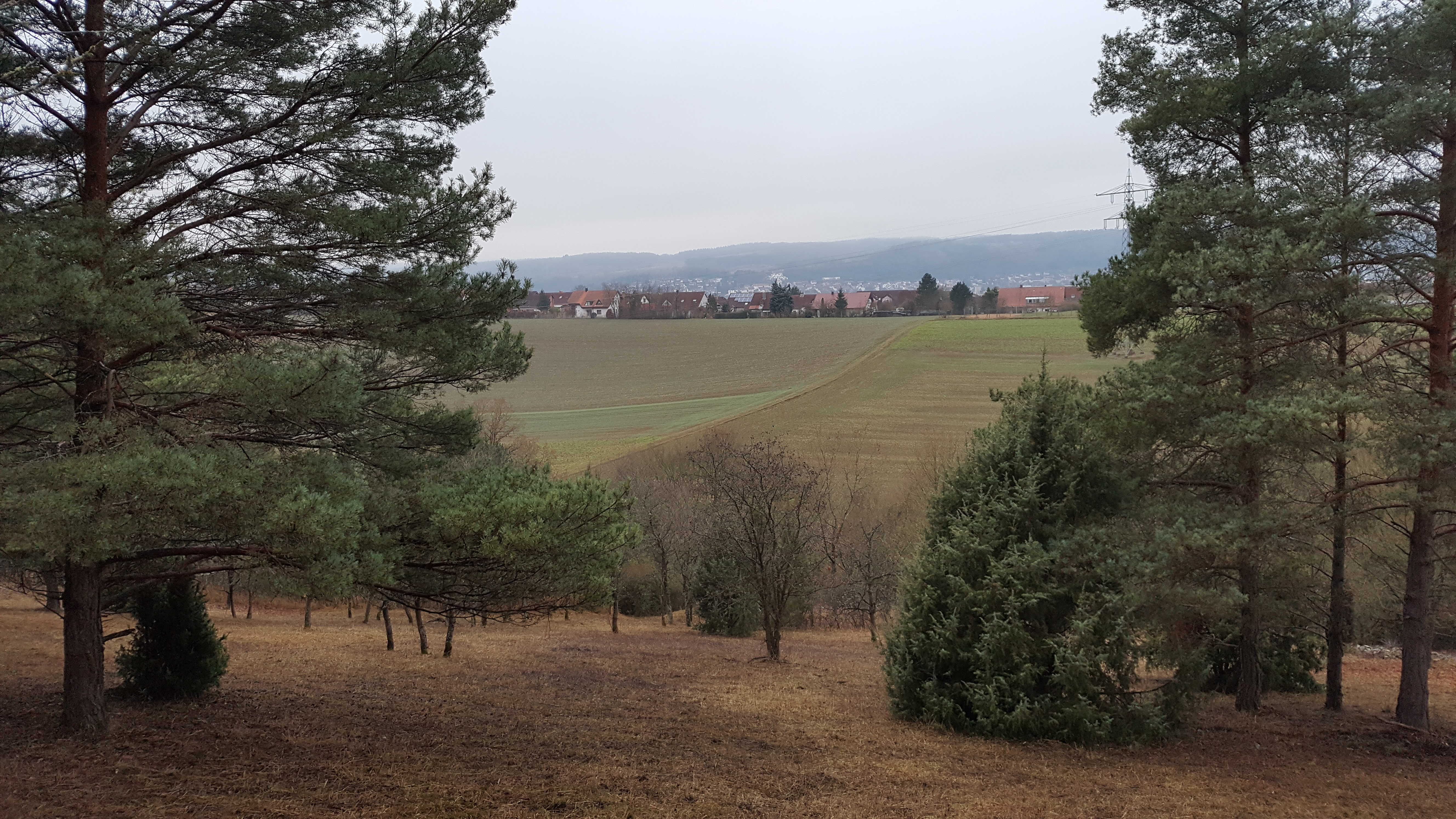
Blick von einem Trockenhang des Inneren Edelbergs auf das Wohngebiet Brenner in Tauberbischofsheim
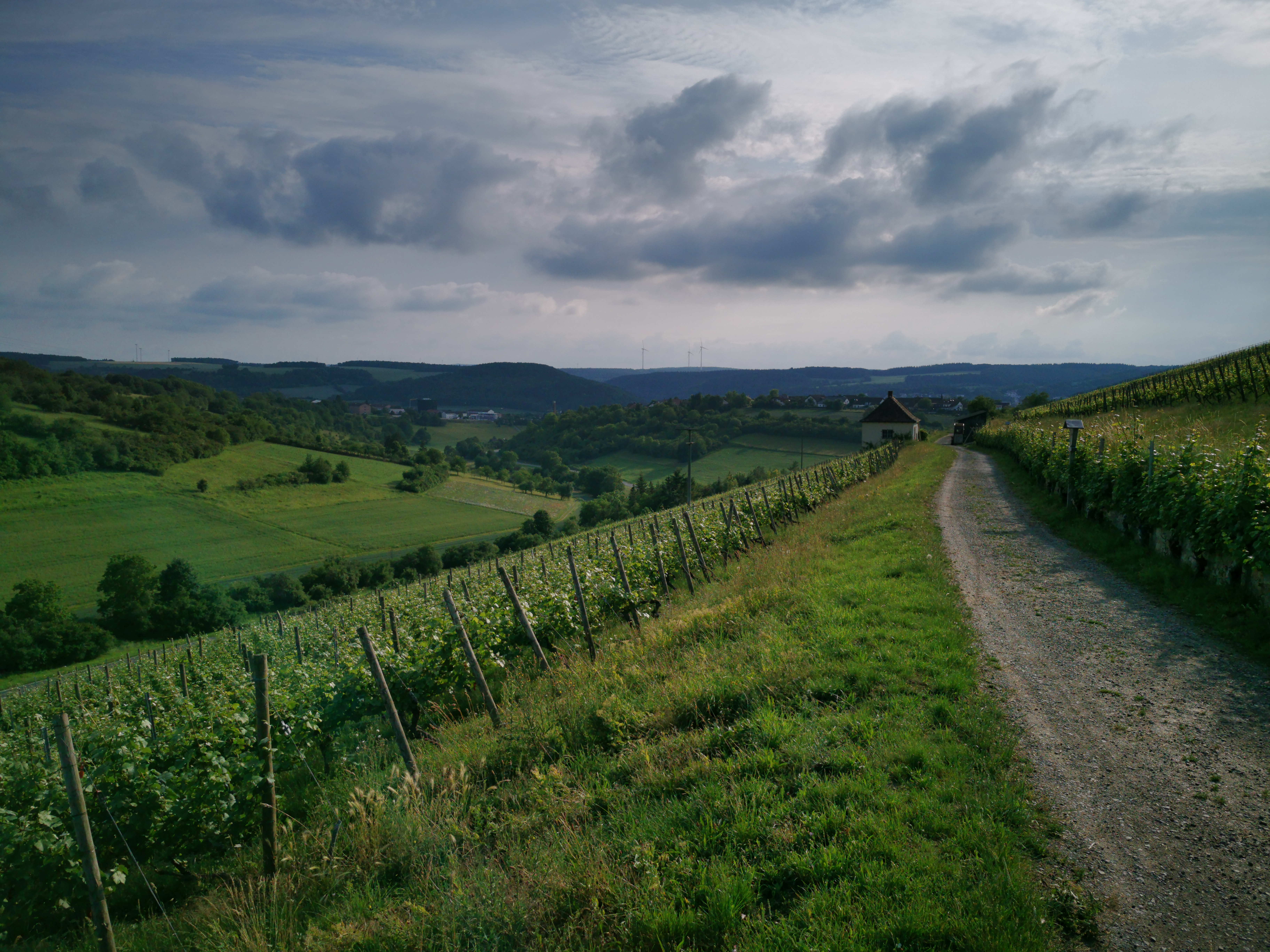
Städtisches Weingut Edelberg im Äußeren Edelberg
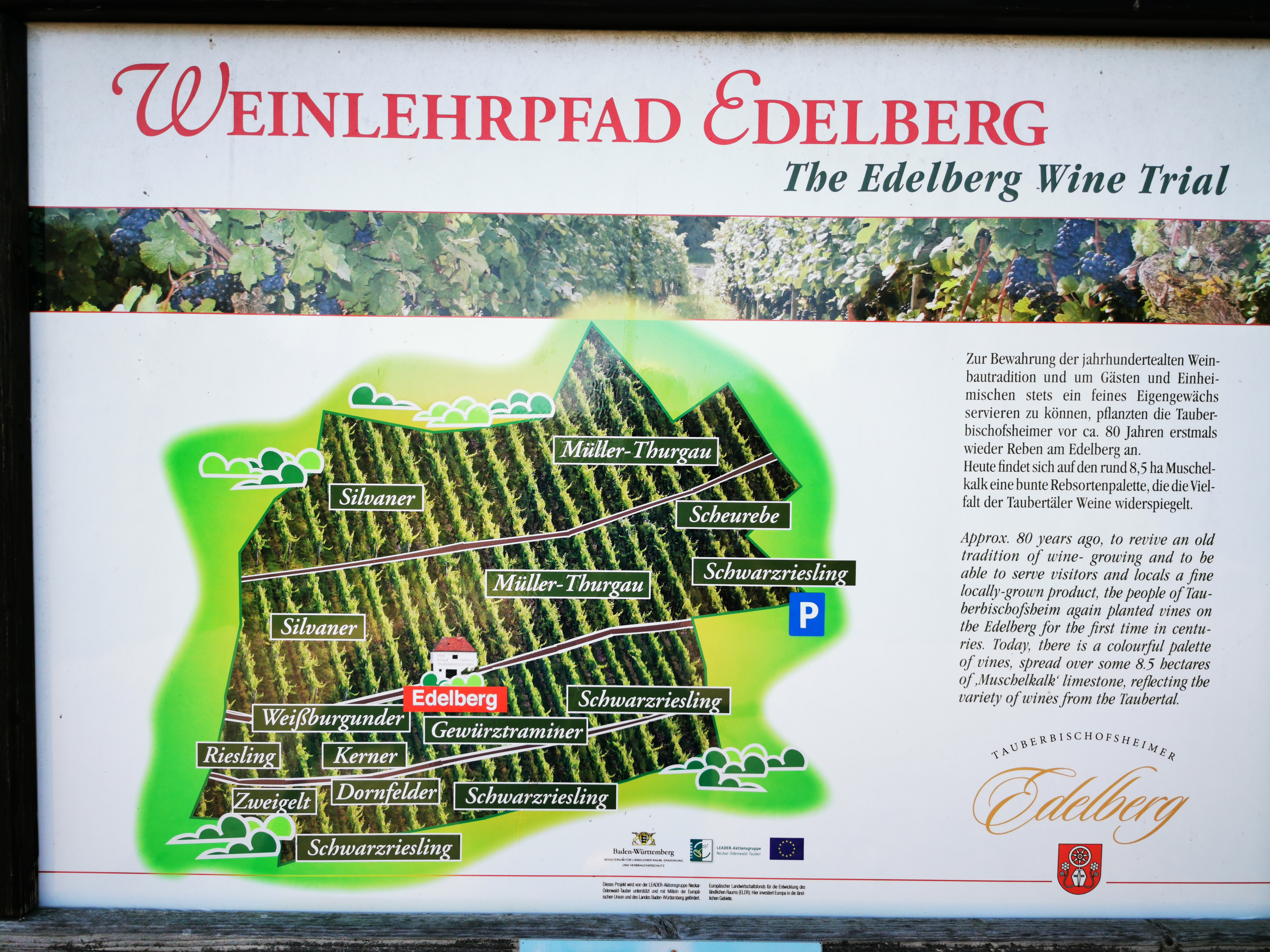
Informationstafel zum Weinlehrpfad Edelberg
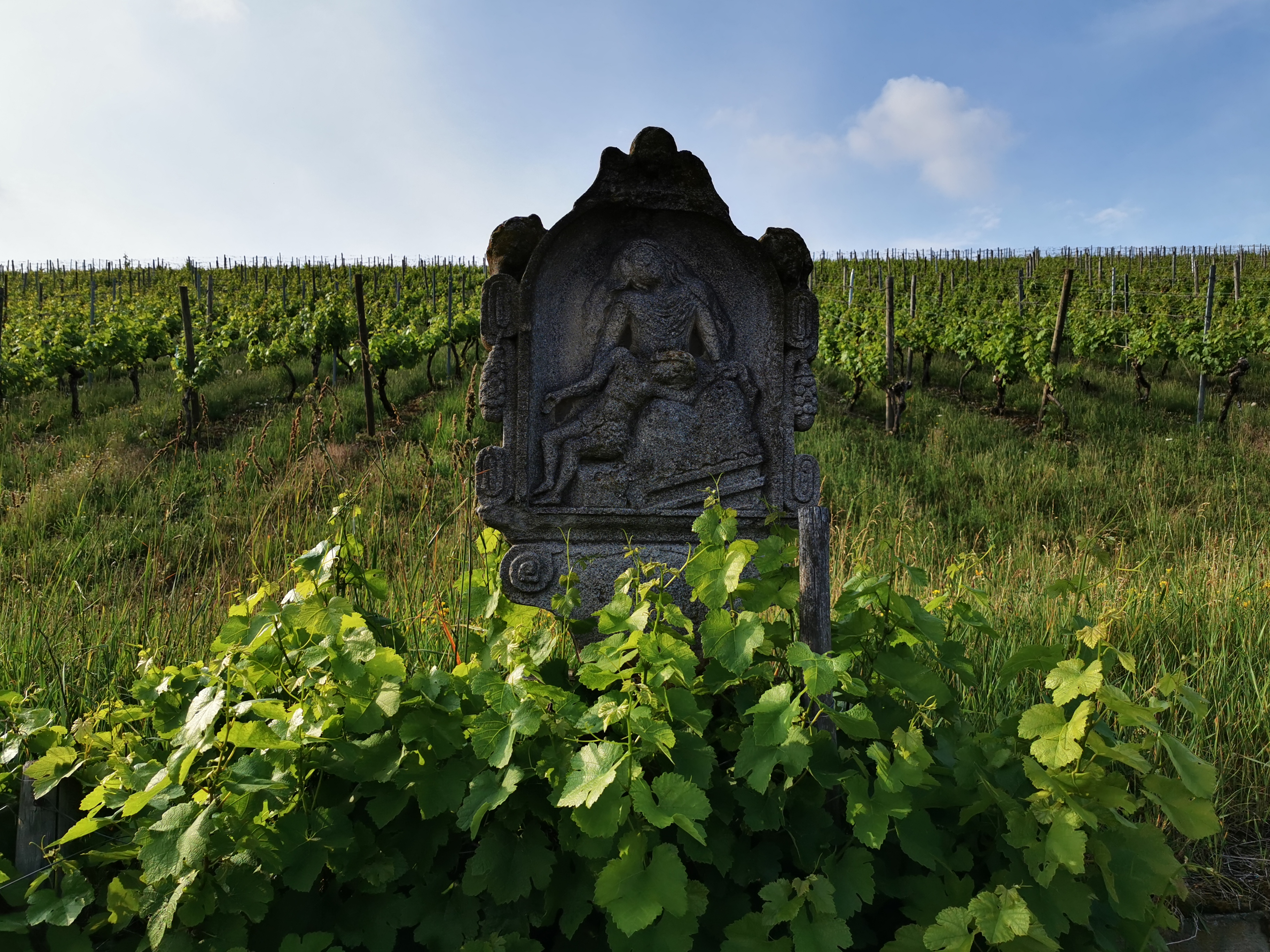
Pietà am Äußeren Edelberg